# Balaguères
Pour l’article ayant un titre homophone, voir Balaguer (homonymie).
Balaguères est une commune française, située dans le département de l'Ariège en région Occitanie.
Localisée dans le nord-ouest du département, la commune  fait partie, sur le plan historique et culturel, du Couserans, pays aux racines gasconnes structuré par le cours du Salat (affluent de la Garonne). Exposée à un climat de montagne, elle est drainée par le  Lez et par divers autres petits cours d'eau. Incluse dans le parc naturel régional des Pyrénées ariégeoises, la commune possède un patrimoine naturel remarquable : un site Natura 2000 (le « chars de Moulis et de Liqué, grotte d'Aubert, Soulane de Balaguères et de Sainte-Catherine, granges des vallées de Sour et d'Astien ») et quatre zones naturelles d'intérêt écologique, faunistique et floristique.
Balaguères est une commune rurale qui compte 197 habitants en 2022, après avoir connu un pic de population de 1 379 habitants en 1793. Elle fait partie de l'aire d'attraction de Saint-Girons. Ses habitants sont appelés les Balaguérois ou Balaguéroises.

## Géographie

### Localisation
- 1Carte dynamique
- 2Carte OpenStreetMap
- 3Carte topographique
- 4Carte avec les communes environnantes

La commune de Balaguères se trouve dans le département de l'Ariège, en région Occitanie.
Elle se situe à 46 km à vol d'oiseau de Foix, préfecture du département, et à 9 km de Saint-Girons, sous-préfecture.
Les communes les plus proches sont : 
Engomer (1,4 km), Arrout (1,4 km), Cescau (2,1 km), Audressein (2,9 km), Castillon-en-Couserans (3,4 km), Moulis (4,0 km), Sor (4,3 km), Argein (4,6 km).
Sur le plan historique et culturel, Balaguères fait partie du Couserans, pays aux racines gasconnes structuré par le cours du Salat (affluent de la Garonne), que rien ne prédisposait à rejoindre les anciennes dépendances du comté de Foix.
Balaguères est limitrophe de onze autres communes dont deux dans le département de la Haute-Garonne.
Les communes limitrophes sont Argein, Arrout, Buzan, Cazavet, Cescau, Engomer, Montgauch, Moulis, Villeneuve, Urau et Francazal.
| Francazal (Haute-Garonne, par un quadripoint) | Cazavet    | Montgauch, Moulis |
| Urau (Haute-Garonne)                          | Balaguères | Engomer           |
| Buzan, Villeneuve                             | Argein     | Cescau, Arrout    |

### Géologie et relief
La commune est située dans les Pyrénées, une chaîne montagneuse jeune, érigée durant l'ère tertiaire (il y a 40 millions d'années environ), en même temps que les Alpes. Les terrains affleurants sur le territoire communal sont constitués de roches pour partie sédimentaires et pour partie métamorphiques datant du Mésozoïque, anciennement appelé Ère secondaire, qui s'étend de −252,2 à −66,0 Ma. La structure détaillée des couches affleurantes est décrite dans la feuille « n°1073 - Aspect » de la carte géologique harmonisée au 1/50 000ème du département de l'Ariège, et sa notice associée.
La superficie cadastrale de la commune publiée par l’Insee, qui sert de références dans toutes les statistiques, est de 17,84 km2,. La superficie géographique, issue de la BD Topo, composante du Référentiel à grande échelle produit par l'IGN, est quant à elle de 18,08 km2.Son relief est particulièrement découpé puisque la dénivelée maximale atteint 786 mètres. L'altitude du territoire varie entre 467 m et 1 253 m.

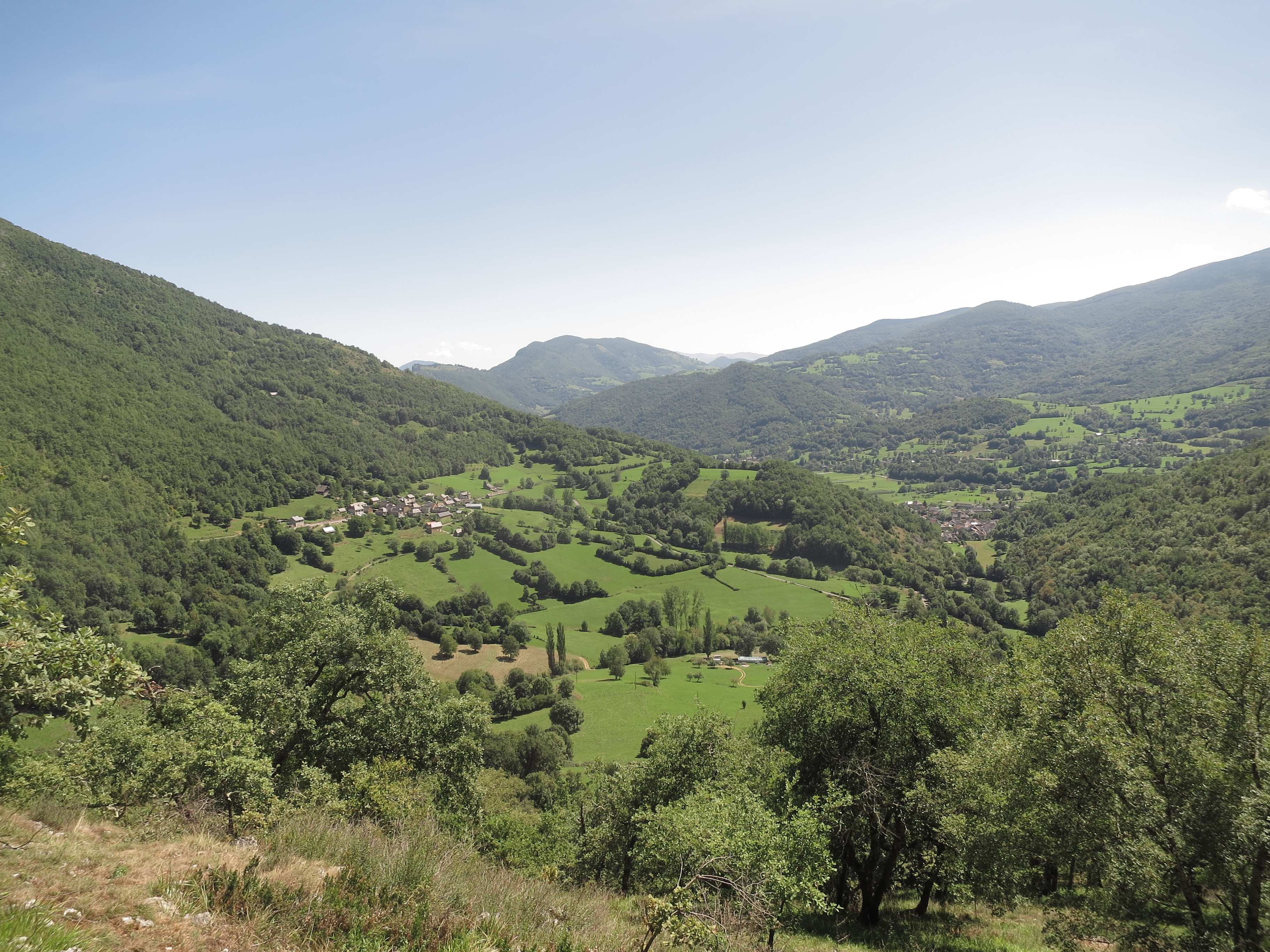
Agert (à gauche) et Alas (à droite) vue depuis la tour Sainte-Catherine.
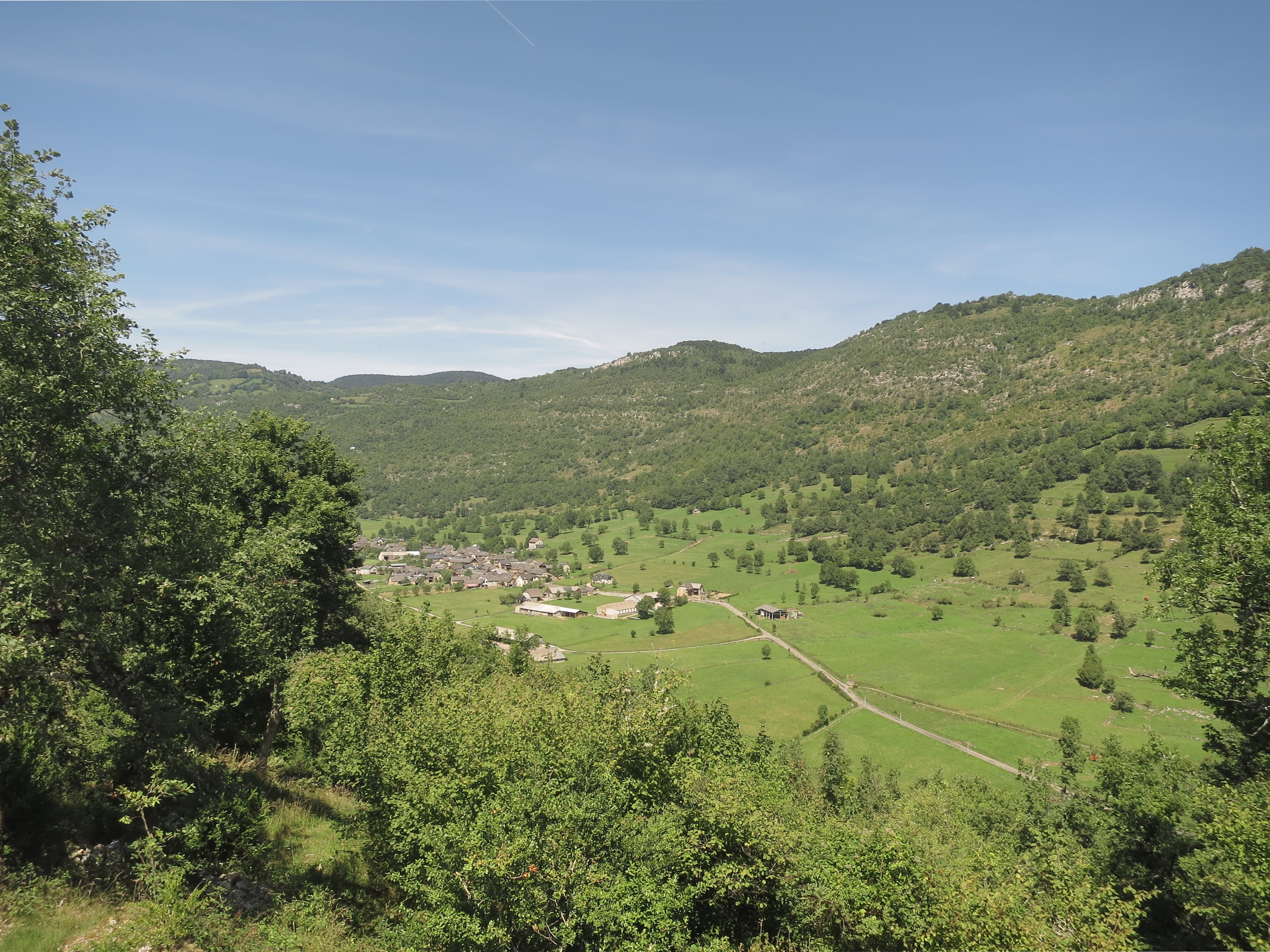
Balagué vu depuis la tour Sainte-Catherine.
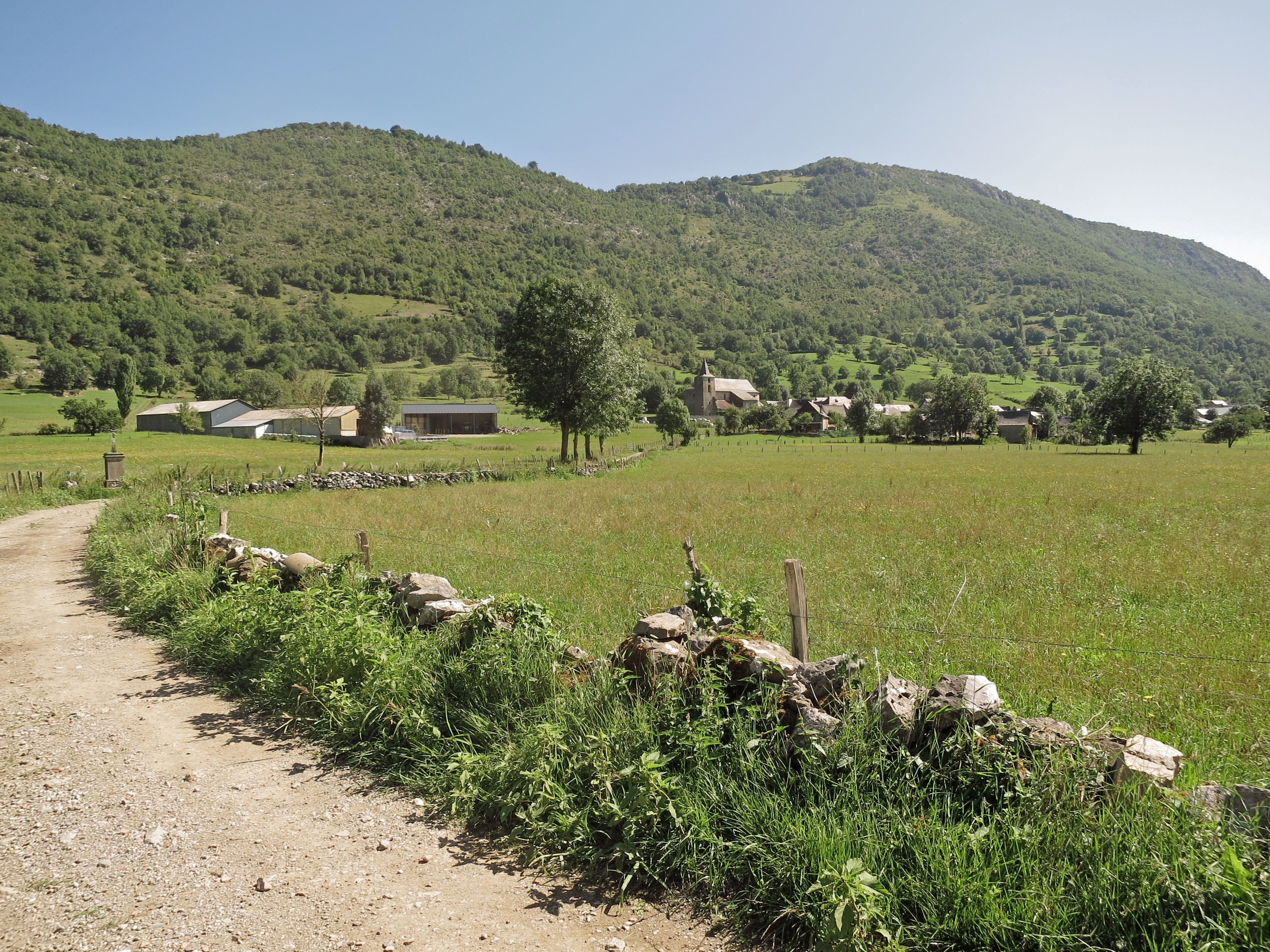
Balagué vu depuis Lacagne.

### Hydrographie

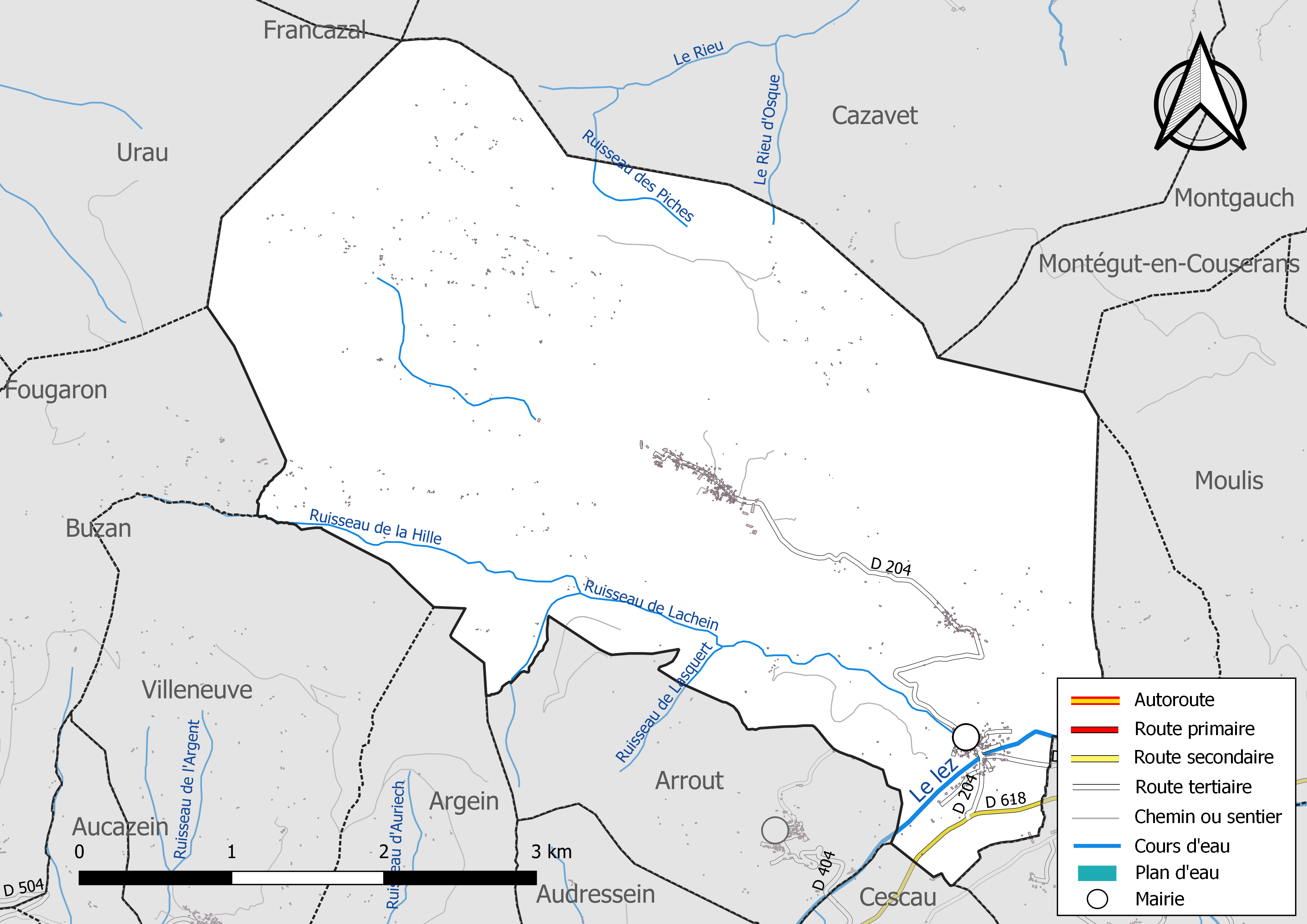
Réseaux hydrographique et routier de Balaguères.

La commune est dans le bassin versant de la Garonne, au sein du bassin hydrographique Adour-Garonne. Elle est drainée par le Lez, le Rieu d'Osque, le ruisseau de Lachein, le ruisseau de la Hille, le ruisseau de Lasquert, le ruisseau des Piches et par divers petits cours d'eau, constituant un réseau hydrographique de 10 km de longueur totale,.
Le Lez, d'une longueur totale de 35,8 km, prend sa source dans la commune de Sentein et s'écoule du sud-ouest vers le nord-est. Il traverse la commune et se jette dans le Salat à Saint-Girons, après avoir traversé 11 communes.

### Climat
Pour des articles plus généraux, voir Climat de l'Occitanie et Climat de l'Ariège.
En 2010, le climat de la commune est de type climat des marges montargnardes, selon une étude s'appuyant sur une série de données couvrant la période 1971-2000. En 2020, Météo-France publie une typologie des climats de la France métropolitaine dans laquelle la commune est exposée à un climat de montagne et est dans la région climatique Pyrénées centrales, caractérisée par une pluviométrie annuelle de 1 000 à 1 200 mm.
Pour la période 1971-2000, la température annuelle moyenne est de 11,3 °C, avec une amplitude thermique annuelle de 14,8 °C. Le cumul annuel moyen de précipitations est de 1 030 mm, avec 10,3 jours de précipitations en janvier et 6,8 jours en juillet. Pour la période 1991-2020, la température moyenne annuelle observée sur la station météorologique la plus proche, située sur la commune de Lorp-Sentaraille à 9 km à vol d'oiseau, est de 12,5 °C et le cumul annuel moyen de précipitations est de 973,2 mm,. Pour l'avenir, les paramètres climatiques de la commune estimés pour 2050 selon différents scénarios d'émission de gaz à effet de serre sont consultables sur un site dédié publié par Météo-France en novembre 2022.

### Milieux naturels et biodiversité

#### Espaces protégés
La protection réglementaire est le mode d’intervention le plus fort pour préserver des espaces naturels remarquables et leur biodiversité associée,.
La commune fait partie du parc naturel régional des Pyrénées ariégeoises, créé en 2009 et d'une superficie de 245 973 ha, qui s'étend sur 138 communes du département. Ce territoire unit les plus hauts sommets aux frontières de l’Andorre et de l’Espagne (la Pique d’Estats, le Mont Valier, etc) et les plus hautes vallées des avants-monts, jusqu’aux plissements du Plantaurel.

#### Réseau Natura 2000

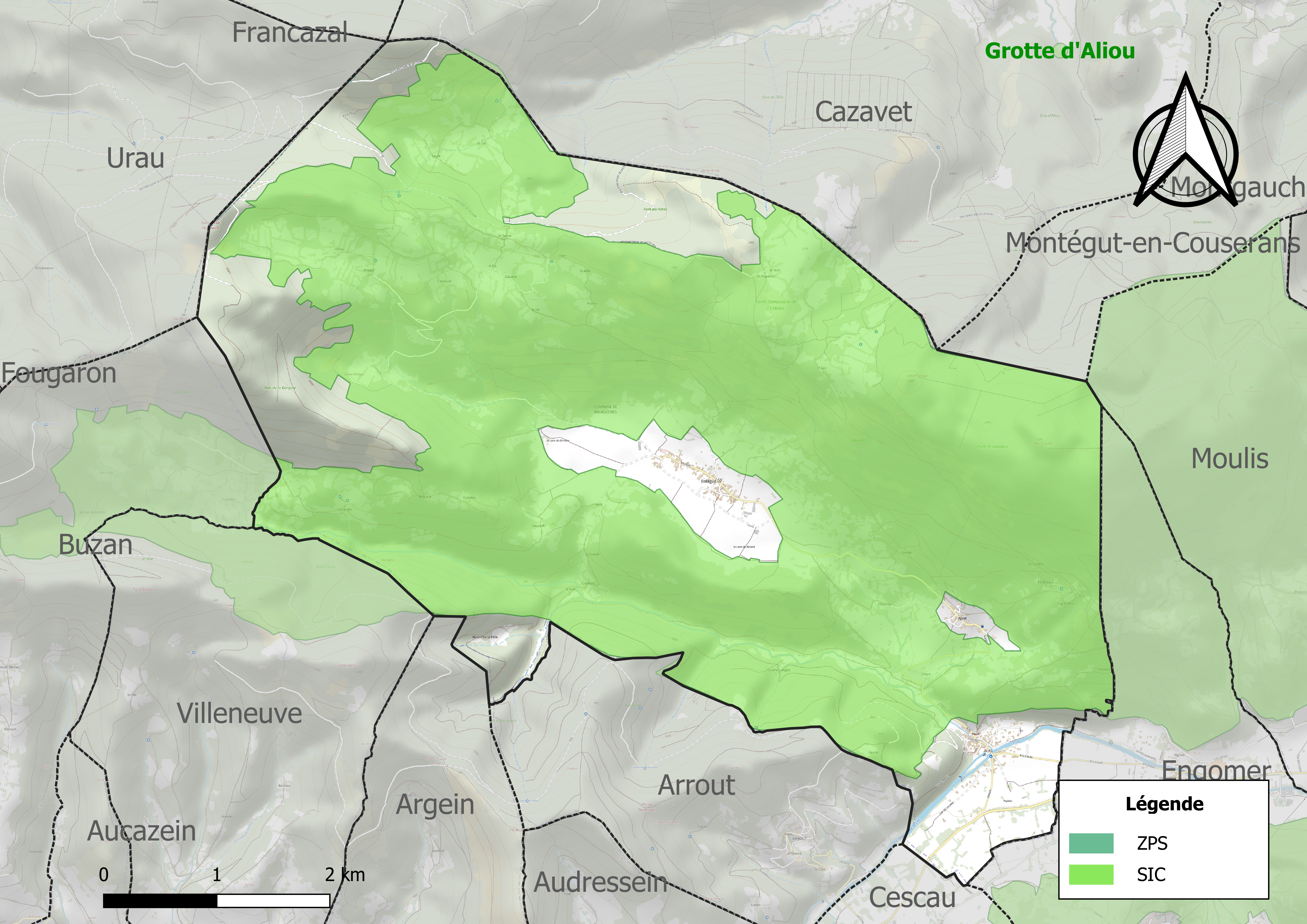
Site Natura 2000 sur le territoire communal.

Le réseau Natura 2000 est un réseau écologique européen de sites naturels d'intérêt écologique élaboré à partir des directives habitats et oiseaux, constitué de zones spéciales de conservation (ZSC) et de zones de protection spéciale (ZPS).
Un site Natura 2000 a été défini sur la commune au titre de la directive habitats : le « chars de Moulis et de Liqué, grotte d'Aubert, Soulane de Balaguères et de Sainte-Catherine, granges des vallées de Sour et d'Astien », d'une superficie de 4 377 ha, un ensemble de petits massifs calcaires karstifiés avec sites à orchidées exceptionnels et des grottes de reproduction pour les chauves-souris.

#### Zones naturelles d'intérêt écologique, faunistique et floristique
L’inventaire des zones naturelles d'intérêt écologique, faunistique et floristique (ZNIEFF) a pour objectif de réaliser une couverture des zones les plus intéressantes sur le plan écologique, essentiellement dans la perspective d’améliorer la connaissance du patrimoine naturel national et de fournir aux différents décideurs un outil d’aide à la prise en compte de l’environnement dans l’aménagement du territoire.
Trois ZNIEFF de type 1 sont recensées sur la commune :
- les « forêts de Saleich et de l'Estelas et stations sèches de Francazal et de Salège » (3 194 ha), couvrant 16 communes dont 8 dans l'Ariège et 8 dans la Haute-Garonne[29] ;
- la « partie aval du Lez entre Les Bordes-sur-Lez et Saint-Girons » (76 ha), couvrant 9 communes du département[30],
- la « soulane de Balaguères au Char de Liqué » (5 178 ha), couvrant 13 communes du département[31] ;

et une ZNIEFF de type 2, : 
le « massif d'Arbas » (27 233 ha), couvrant 90 communes dont 48 dans l'Ariège et 42 dans la Haute-Garonne.

Carte des ZNIEFF de type 1 et 2 à Balaguères.
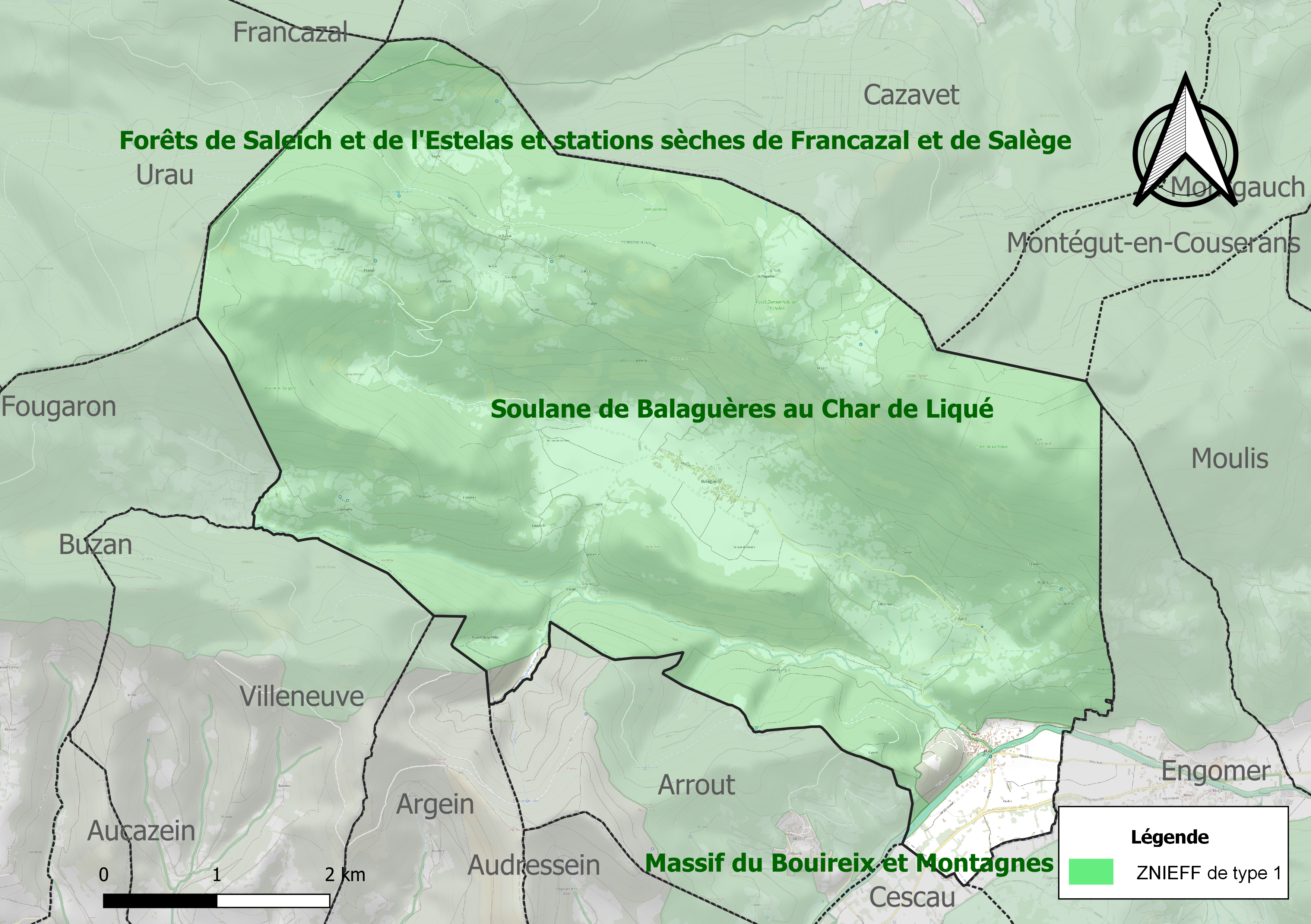
Carte des ZNIEFF de type 1 sur la commune.
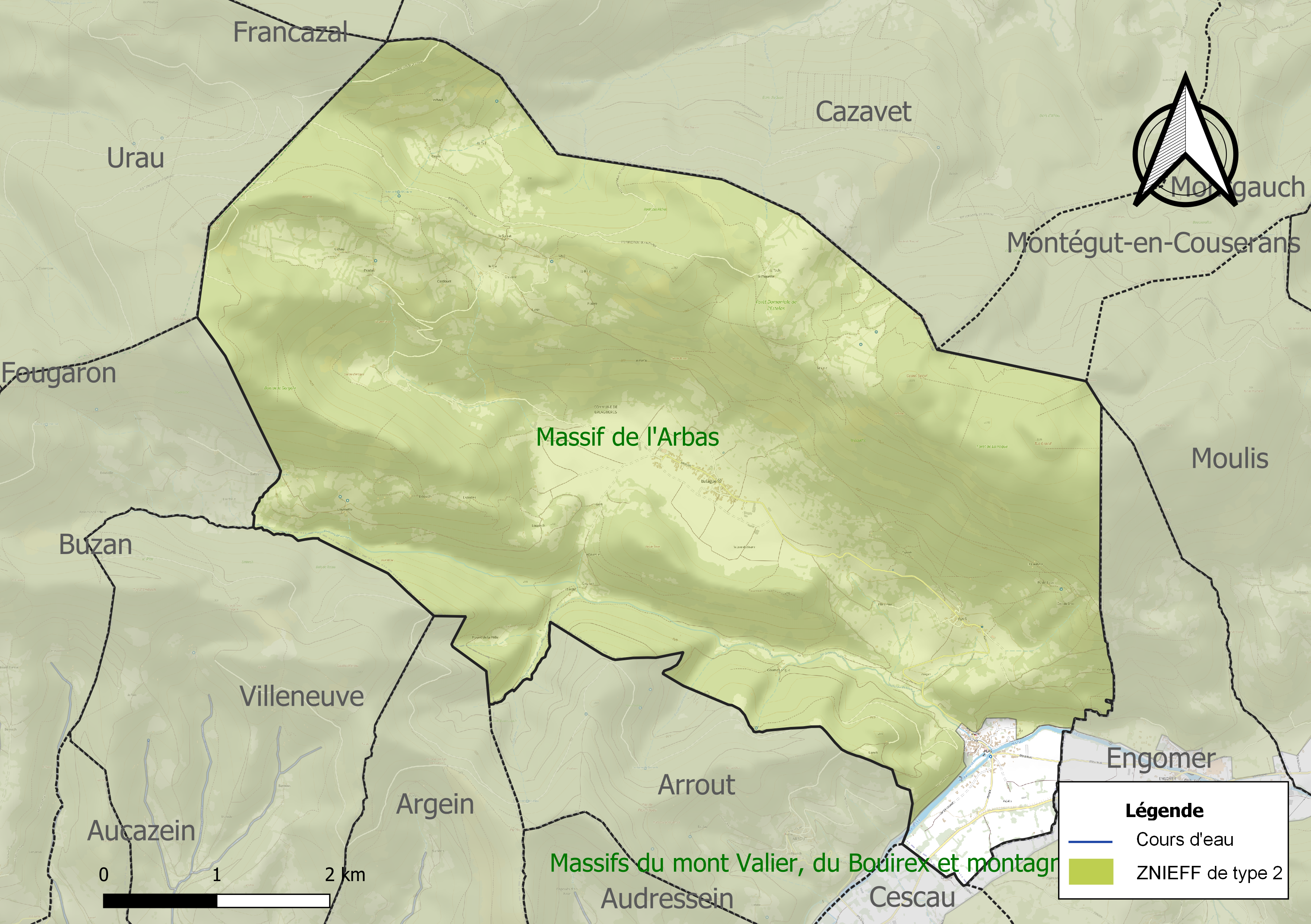
Carte de la ZNIEFF de type 2 sur la commune.

## Urbanisme

### Typologie
Au 1er janvier 2024, Balaguères est catégorisée commune rurale à habitat dispersé, selon la nouvelle grille communale de densité à 7 niveaux définie par l'Insee en 2022.
Elle est située hors unité urbaine. Par ailleurs la commune fait partie de l'aire d'attraction de Saint-Girons, dont elle est une commune de la couronne,. Cette aire, qui regroupe 70 communes, est catégorisée dans les aires de moins de 50 000 habitants,.

### Occupation des sols

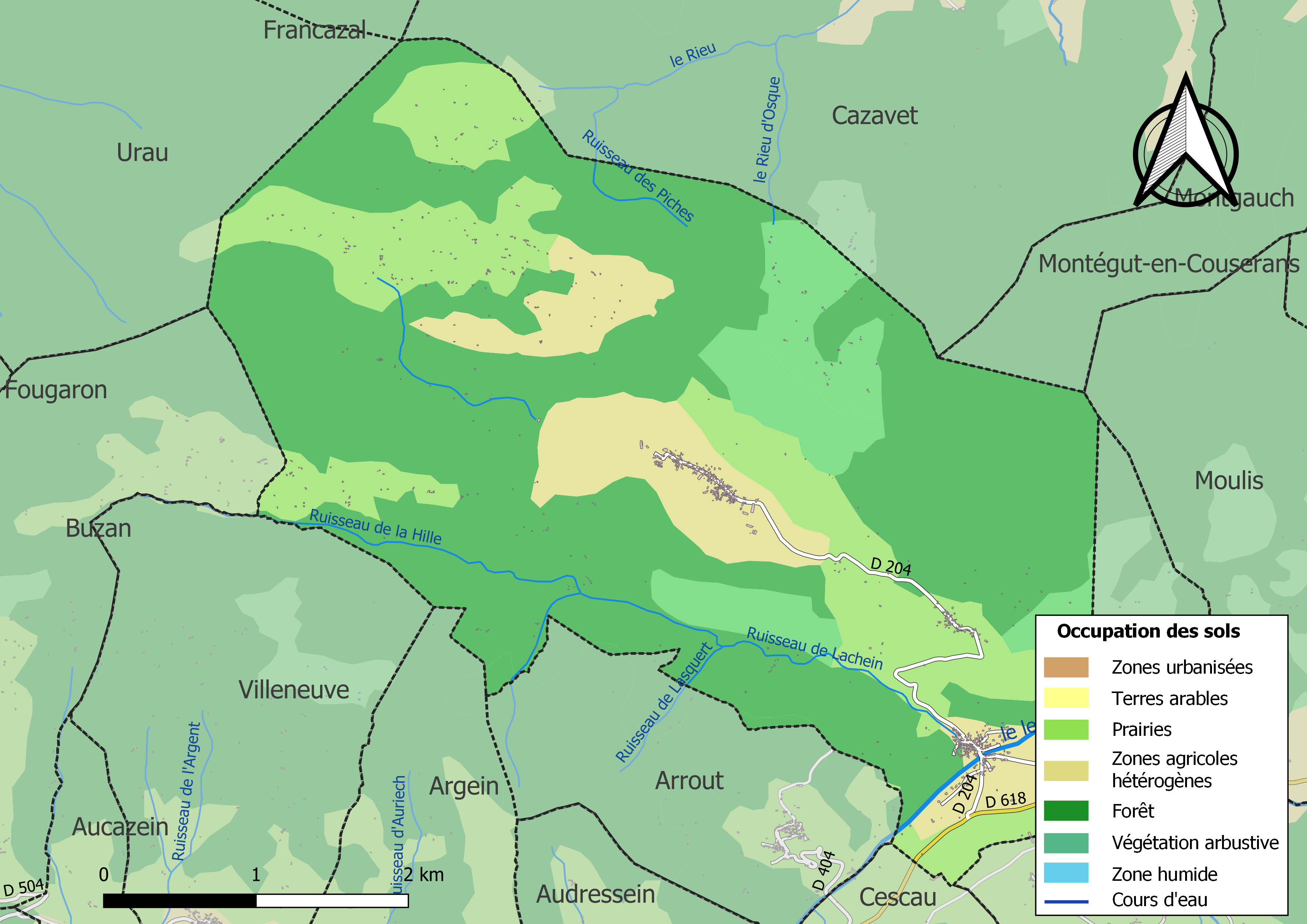
Carte des infrastructures et de l'occupation des sols de la commune en 2018 (CLC).

L'occupation des sols de la commune, telle qu'elle ressort de la base de données européenne d’occupation biophysique des sols Corine Land Cover (CLC), est marquée par l'importance des forêts et milieux semi-naturels (68,9 % en 2018), une proportion identique à celle de 1990 (68,9 %). La répartition détaillée en 2018 est la suivante : 
forêts (59,4 %), prairies (19,7 %), zones agricoles hétérogènes (11,4 %), milieux à végétation arbustive et/ou herbacée (9,5 %). L'évolution de l’occupation des sols de la commune et de ses infrastructures peut être observée sur les différentes représentations cartographiques du territoire : la carte de Cassini (XVIIIe siècle), la carte d'état-major (1820-1866) et les cartes ou photos aériennes de l'IGN pour la période actuelle (1950 à aujourd'hui).
Balaguères est une commune rurale,. Elle fait en effet partie des communes peu ou très peu denses, au sens de la grille communale de densité de l'Insee,.
Par ailleurs la commune fait partie de l'aire d'attraction de Saint-Girons, dont elle est une commune de la couronne. Cette aire, qui regroupe 70 communes, est catégorisée dans les aires de moins de 50 000 habitants,.

### Hameaux
Cette commune assez vaste n'a pas de village portant son nom, c'est une petite vallée avec différents villages dont Balagué, Agert, Vignau, Alas.

### Habitat et logement
En 2018, le nombre total de logements dans la commune était de 223, alors qu'il était de 211 en 2013 et de 190 en 2008.
Parmi ces logements, 48 % étaient des résidences principales, 43 % des résidences secondaires et 9 % des logements vacants. Ces logements étaient pour 93,7 % d'entre eux des maisons individuelles et pour 6,3 % des appartements.
Le tableau ci-dessous présente la typologie des logements à Balaguères en 2018 en comparaison avec celle de l'Ariège et de la France entière. Une caractéristique marquante du parc de logements est ainsi une proportion de résidences secondaires et logements occasionnels (43 %) supérieure à celle du département (24,6 %) et à celle de la France entière (9,7 %). Concernant le statut d'occupation de ces logements, 82,2 % des habitants de la commune sont propriétaires de leur logement (84,1 % en 2013), contre 66,3 % pour l'Ariège et 57,5 % pour la France entière.
| Typologie                                               | Balaguères | Ariège | France entière |
| ------------------------------------------------------- | ---------- | ------ | -------------- |
| Résidences principales (en %)                           | 48         | 65,7   | 82,1           |
| Résidences secondaires et logements occasionnels (en %) | 43         | 24,6   | 9,7            |
| Logements vacants (en %)                                | 9          | 9,7    | 8,2            |

### Voies de communication et transports
Accès avec les routes départementales D 618 et D 204.
L'accès le plus proche à la A64 est à 25 km au nord sur Saint-Martory.

### Risques majeurs

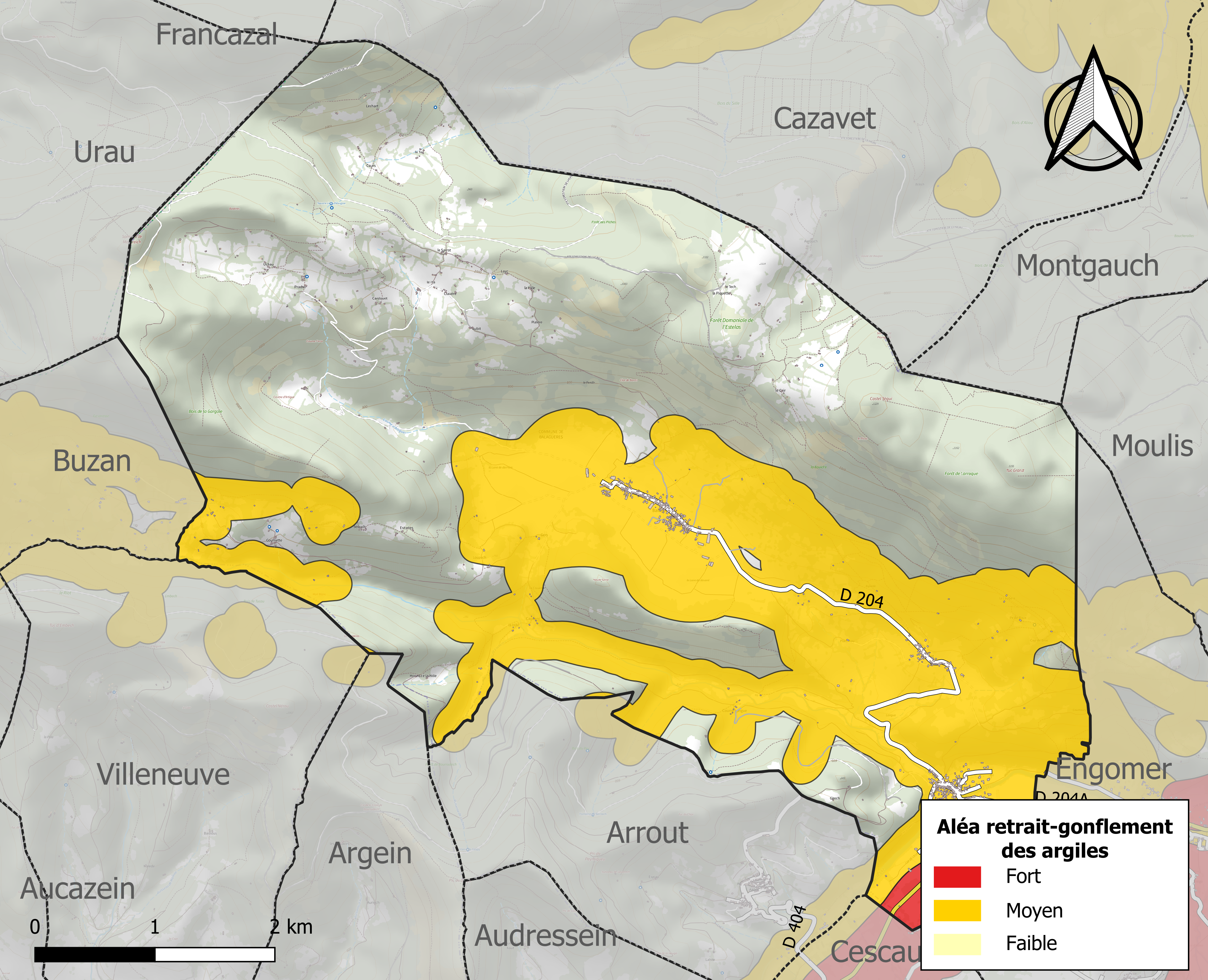
Zonage de l'aléa retrait-gonflement des argiles sur la commune de Balaguères.

Le territoire de la commune de Balaguères est vulnérable à différents aléas naturels : inondations, climatiques (grand froid ou canicule), feux de forêts, mouvements de terrains et séisme (sismicité modérée),.
Certaines parties du territoire communal sont susceptibles d’être affectées par le risque d’inondation par débordement, crue torrentielle d'un cours d'eau, ou ruissellement d'un versant.
Les mouvements de terrains susceptibles de se produire sur la commune sont soit des chutes de blocs, soit des glissements de terrains, soit des effondrements liés à des cavités souterraines, soit des mouvements liés au retrait-gonflement des argiles. Près de 50 % de la superficie du département est concernée par l'aléa retrait-gonflement des argiles, dont la commune de Balaguères. L'inventaire national des cavités souterraines permet par ailleurs de localiser celles situées sur la commune.

## Toponymie
Balaguère est un « vent du sud », chaud et fort.

## Histoire

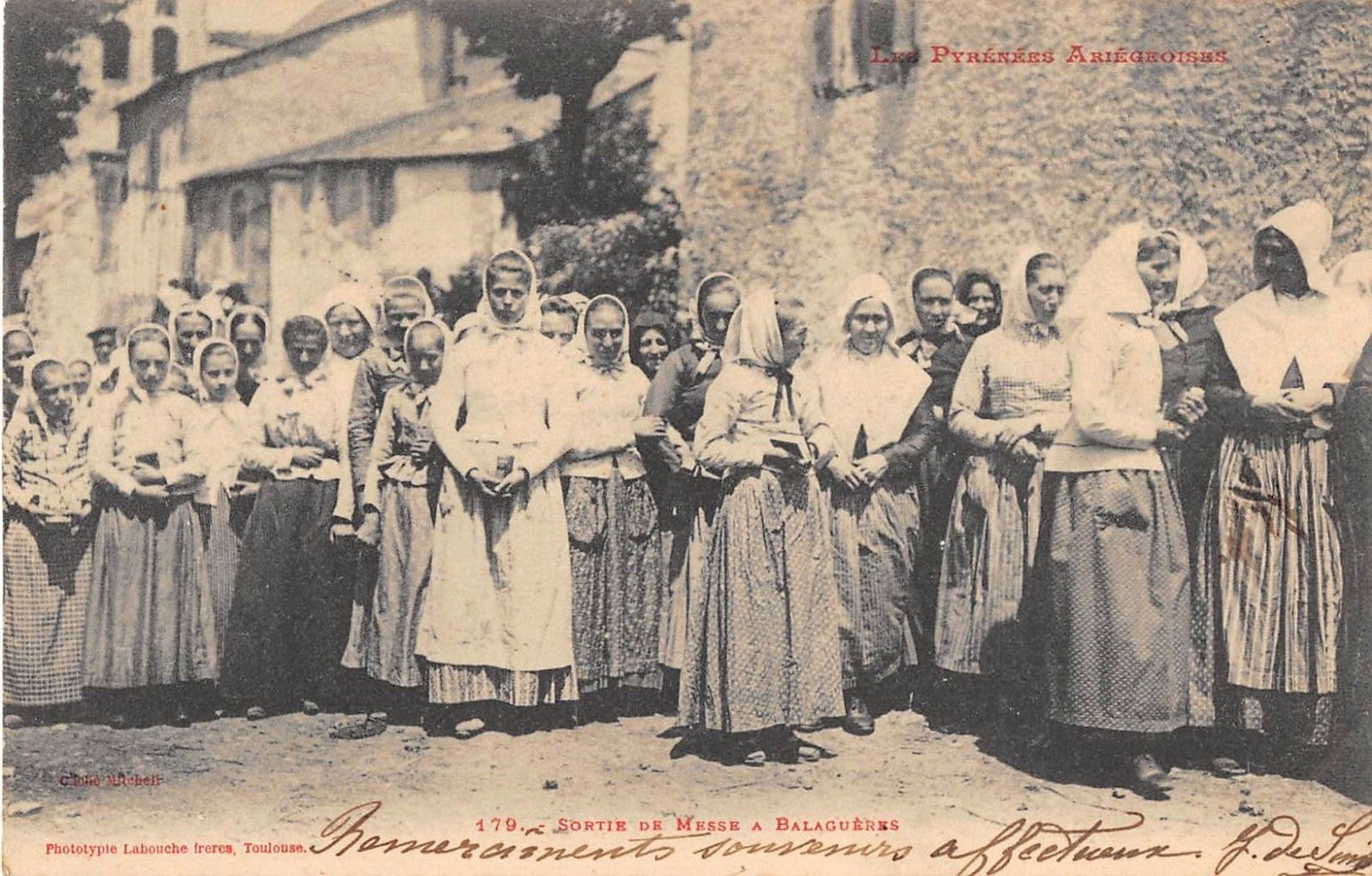
Balaguères : sortie des femmes de la messe en 1900.

La Tour Sainte-Catherine, visible de loin, est l'unique vestige d'un ensemble castral daté du XII-XIIIe siècle. Il se constituait d'un village castral autour d'un donjon seigneurial (la tour Sainte-Catherine). Il est sur un pèch, au milieu de la vallée, d'où apparaît toute la vallée de Balaguères, ainsi que le village d'Engomer.
Balagué, Agert et Alas font partie dès le XIIe siècle de la seigneurie d'Aspet, ainsi que le vigneau d'Engomer, Montgauch, Bareilles et Mauvezin-de-Prat. Cette seigneurie devient au cours du Moyen Âge une puissante baronnie. Le 12 décembre 1642, Guy d'Encausse, seigneur de Labastide près de Rieucazé, se rend acquéreur d'Alas-Balagué qu'il céda à Jean-Jacques de Solan. En 1667, par édit du mois d'avril, le roi Louis XIV ordonne le rachat des dix-huit paroisses engagées en 1642 et 1643 ; elles entrent toutes dans le domaine royal. Mais par la suite, certaines sont vendues à nouveau (Castelbiague, Pointis-Inard, Alas, Agert, Balagué). D'autres restèrent en paréage avec le roi : Affis (His), Arbas, Ganties, Mauvezin, Montastruc et Rouède. Restent définitivement sous la main du roi, seul seigneur : Aspet, Chein, Escaich, Estadens, Montgauch-Bareilles et Saleich.[réf. nécessaire]
Dès 1905, du beurre était fabriqué dans le cadre d'une fruitière.[réf. nécessaire]

## Politique et administration

### Découpage territorial
La commune de Balaguères est membre de la communauté de communes Couserans-Pyrénées, un établissement public de coopération intercommunale (EPCI) à fiscalité propre créé le 18 novembre 2016 dont le siège est à Saint-Lizier. Ce dernier est par ailleurs membre d'autres groupements intercommunaux.
Sur le plan administratif, elle est rattachée à l'arrondissement de Saint-Girons, au département de l'Ariège, en tant que circonscription administrative de l'État, et à la région Occitanie.
Sur le plan électoral, elle dépend du canton du Couserans Ouest pour l'élection des conseillers départementaux, depuis le redécoupage cantonal de 2014 entré en vigueur en 2015, et de la première circonscription de l'Ariège  pour les élections législatives, depuis le redécoupage électoral de 1986.

### Administration municipale
Le nombre d'habitants au recensement de 2011 étant compris entre 100 et 499, le nombre de membres du conseil municipal pour l'élection de 2014 est de onze,.

### Liste des maires
| Période                                  | Période  | Identité           | Étiquette | Qualité                         |
| ---------------------------------------- | -------- | ------------------ | --------- | ------------------------------- |
| mars 1977                                | mai 2020 | Henri Andrieu      |           | Retraité de profession libérale |
| mai 2020                                 | en cours | Jean-Claude Roques |           | Ancien Cadre                    |
| Les données manquantes sont à compléter. |          |                    |           |                                 |

## Population et société

### Démographie
L'évolution du nombre d'habitants est connue à travers les recensements de la population effectués dans la commune depuis 1793. Pour les communes de moins de 10 000 habitants, une enquête de recensement portant sur toute la population est réalisée tous les cinq ans, les populations de référence des années intermédiaires étant quant à elles estimées par interpolation ou extrapolation. Pour la commune, le premier recensement exhaustif entrant dans le cadre du nouveau dispositif a été réalisé en 2008.

En 2022, la commune comptait 197 habitants, en stagnation par rapport à 2016 (Ariège : +1,48 %, France hors Mayotte : +2,11 %).
| 1793  | 1800 | 1806 | 1821 | 1831  | 1836  | 1841  | 1846  | 1851  |
| ----- | ---- | ---- | ---- | ----- | ----- | ----- | ----- | ----- |
| 1 379 | 731  | 919  | 955  | 1 289 | 1 295 | 1 271 | 1 296 | 1 308 |

| 1856  | 1861  | 1866  | 1872  | 1876  | 1881  | 1886  | 1891 | 1896 |
| ----- | ----- | ----- | ----- | ----- | ----- | ----- | ---- | ---- |
| 1 224 | 1 134 | 1 199 | 1 097 | 1 077 | 1 119 | 1 056 | 984  | 985  |

| 1901 | 1906 | 1911 | 1921 | 1926 | 1931 | 1936 | 1946 | 1954 |
| ---- | ---- | ---- | ---- | ---- | ---- | ---- | ---- | ---- |
| 895  | 805  | 779  | 643  | 632  | 565  | 474  | 425  | 361  |

| 1962 | 1968 | 1975 | 1982 | 1990 | 1999 | 2006 | 2008 | 2013 |
| ---- | ---- | ---- | ---- | ---- | ---- | ---- | ---- | ---- |
| 314  | 314  | 267  | 223  | 209  | 192  | 194  | 195  | 200  |

| 2018 | 2022 | - | - | - | - | - | - | - |
| ---- | ---- | - | - | - | - | - | - | - |
| 196  | 197  | - | - | - | - | - | - | - |

| selon la population municipale des années : | 1968 | 1975 | 1982 | 1990 | 1999 | 2006 | 2009 | 2013 |
| Rang de la commune dans le département      | 93   | 128  | 137  | 113  | 134  | 138  | 141  | 141  |
| Nombre de communes du département           | 340  | 328  | 330  | 332  | 332  | 332  | 332  | 332  |

### Économie
Production certifiée agriculture biologique de miel, pollen, propolis, gelée royale à Alas.

### Enseignement
Balaguères fait partie de l'académie de Toulouse.

## Économie

### Revenus
En 2018, la commune compte 108 ménages fiscaux, regroupant 191 personnes. La médiane du revenu disponible par unité de consommation est de 19 960 € (19 820 € dans le département).

### Emploi
| Division       | 2008  | 2013   | 2018   |
| -------------- | ----- | ------ | ------ |
| Commune        | 3,8 % | 8,3 %  | 13,8 % |
| Département    | 8,9 % | 11,1 % | 11,2 % |
| France entière | 8,3 % | 10 %   | 10 %   |

En 2018, la population âgée de 15 à 64 ans s'élève à 116 personnes, parmi lesquelles on compte 79,3 % d'actifs (65,5 % ayant un emploi et 13,8 % de chômeurs) et 20,7 % d'inactifs,. En  2018, le taux de chômage communal (au sens du recensement) des 15-64 ans est supérieur à celui du département et de la France, alors qu'en 2008 la situation était inverse.
La commune fait partie de la couronne de l'aire d'attraction de Saint-Girons, du fait qu'au moins 15 % des actifs travaillent dans le pôle,. Elle compte 16 emplois en 2018, contre 18 en 2013 et 16 en 2008. Le nombre d'actifs ayant un emploi résidant dans la commune est de 78, soit un indicateur de concentration d'emploi de 20,5 % et un taux d'activité parmi les 15 ans ou plus de 51,9 %.
Sur ces 78 actifs de 15 ans ou plus ayant un emploi, 15 travaillent dans la commune, soit 19 % des habitants. Pour se rendre au travail, 92,3 % des habitants utilisent un véhicule personnel ou de fonction à quatre roues, 2,6 % s'y rendent en deux-roues, à vélo ou à pied et 5,1 % n'ont pas besoin de transport (travail au domicile).

### Activités hors agriculture
12 établissements sont implantés  à Balaguères au 31 décembre 2019.
Le secteur de l'industrie manufacturière, des industries extractives et autres est prépondérant sur la commune puisqu'il représente 25 % du nombre total d'établissements de la commune (3 sur les 12 entreprises implantées  à Balaguères), contre 12,9 % au niveau départemental.

### Agriculture
La commune fait partie de la petite région agricole dénommée « Région pyrénéenne ». En 2010, l'orientation technico-économique de l'agriculture  sur la commune est l'élevage de bovins pour la viande.
|                                   | 1988 | 2000 | 2010 |
| --------------------------------- | ---- | ---- | ---- |
| Exploitations                     | 31   | 20   | 18   |
| Superficie agricole utilisée (ha) | 694  | 565  | 616  |

Le nombre d'exploitations agricoles en activité et ayant leur siège dans la commune est passé de 31 lors du recensement agricole de 1988 à 20 en 2000 puis à 18 en 2010, soit une baisse de 42 % en 22 ans. Le même mouvement est observé à l'échelle du département qui a perdu pendant cette période 48 % de ses exploitations. La surface agricole utilisée sur la commune a également diminué, passant de 694 ha en 1988 à 616 ha en 2010. Parallèlement la surface agricole utilisée moyenne par exploitation a augmenté, passant de 22 à 34 ha.

## Culture et festivités
Balaguères fait partie des communes ayant reçu l'étoile verte espérantiste, distinction remise aux maires de communes recensant des locuteurs de la langue construite espéranto.
Balaguères fut un des lieux de tournage du film Le Retour de Martin Guerre en 1982, avec Nathalie Baye, Gérard Depardieu et Bernard-Pierre Donnadieu.

### Activités sportives
Cyclisme, pêche, chasse, spéléologie, randonnée.

### Écologie et recyclage
Une minuscule arachnide, le palpigrade Eukoenenia pyrenaella a été observée uniquement dans la grotte Sainte-Catherine.
La déchetterie intercommunale la plus proche se trouve à Audressein.

## Culture locale et patrimoine

### Lieux et monuments
- Réseau de Paloumé, cavité naturelle de plus de 750 mètres de dénivelé et 10 kilomètres de développement (cf. Liste des plus profondes cavités naturelles) ; c'est la plus profonde cavité naturelle souterraine du département de l'Ariège.
- Grotte Sainte-Catherine.
- Tour Sainte-Catherine.
- Église Notre-Dame-de-l'Assomption d'Agert (en partie romane).
- Église Saint-Pierre d'Alas.
- Église Saint-Vincent de Balagué.

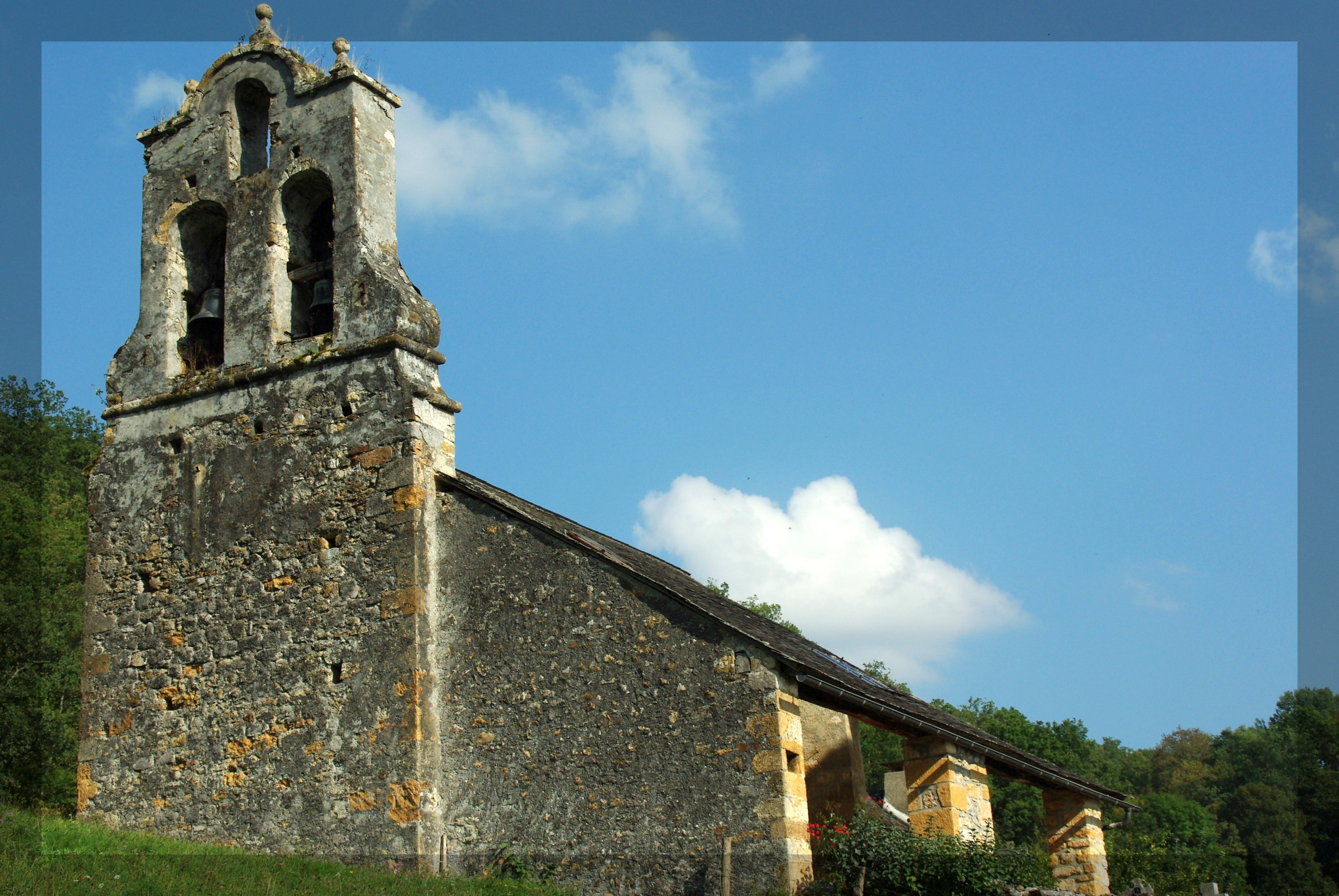
Église Notre-Dame de l'Assomption d'Agert.
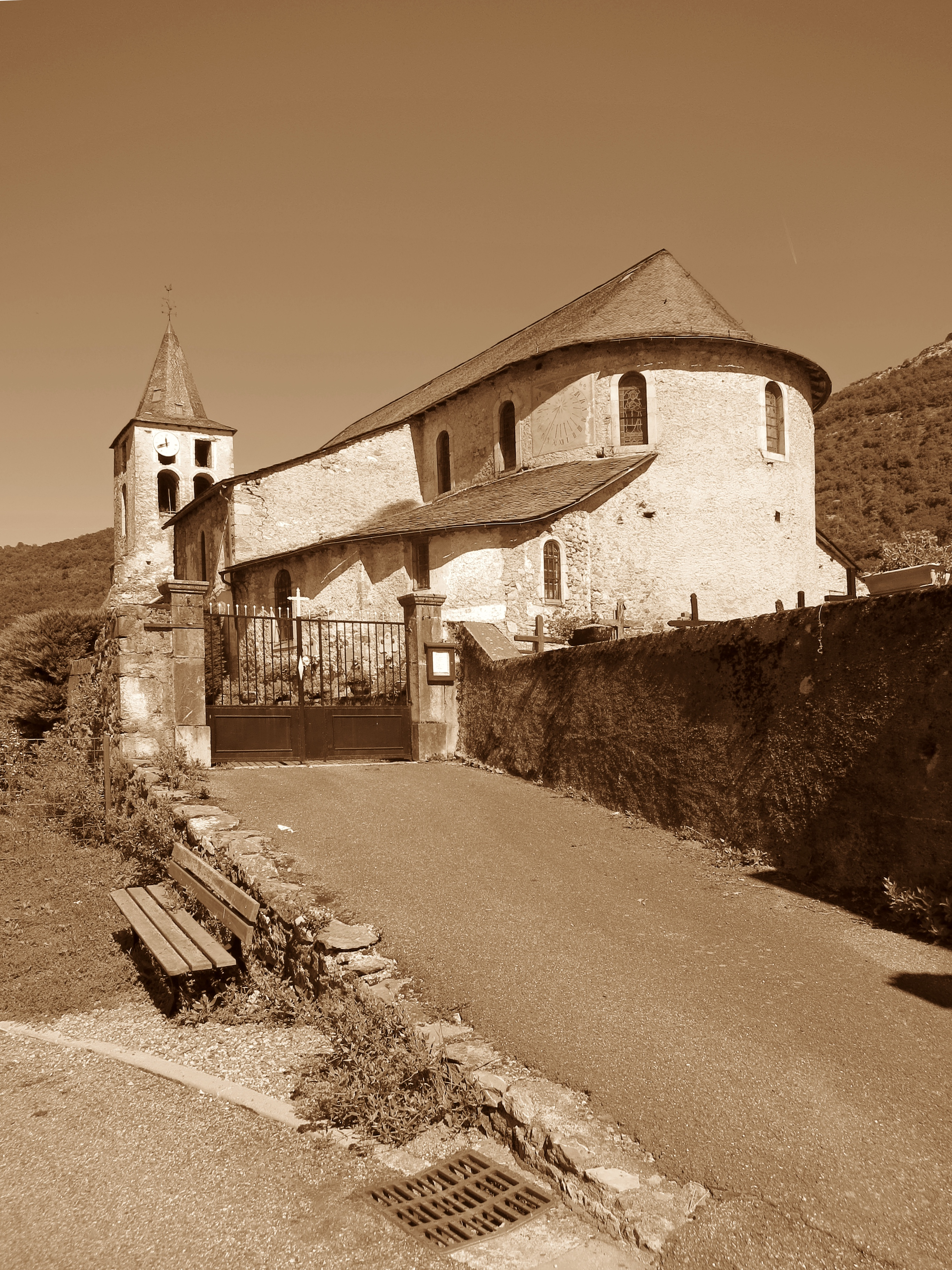
Église Saint-Vincent de Balagué.
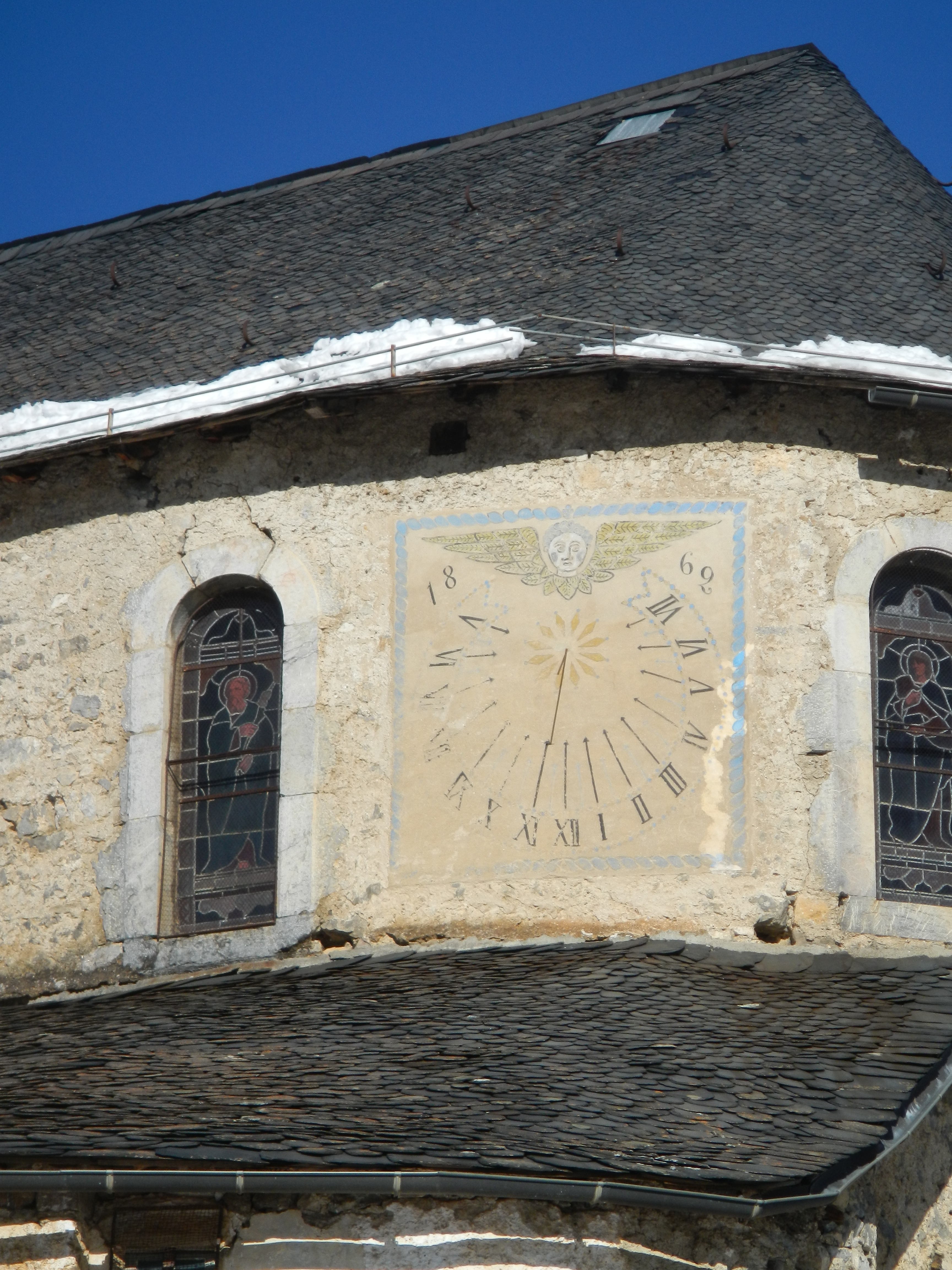
Cadran solaire au chevet de l'église de Balagué. Sur le haut du cadran est représenté un ange avec la date de 1862.
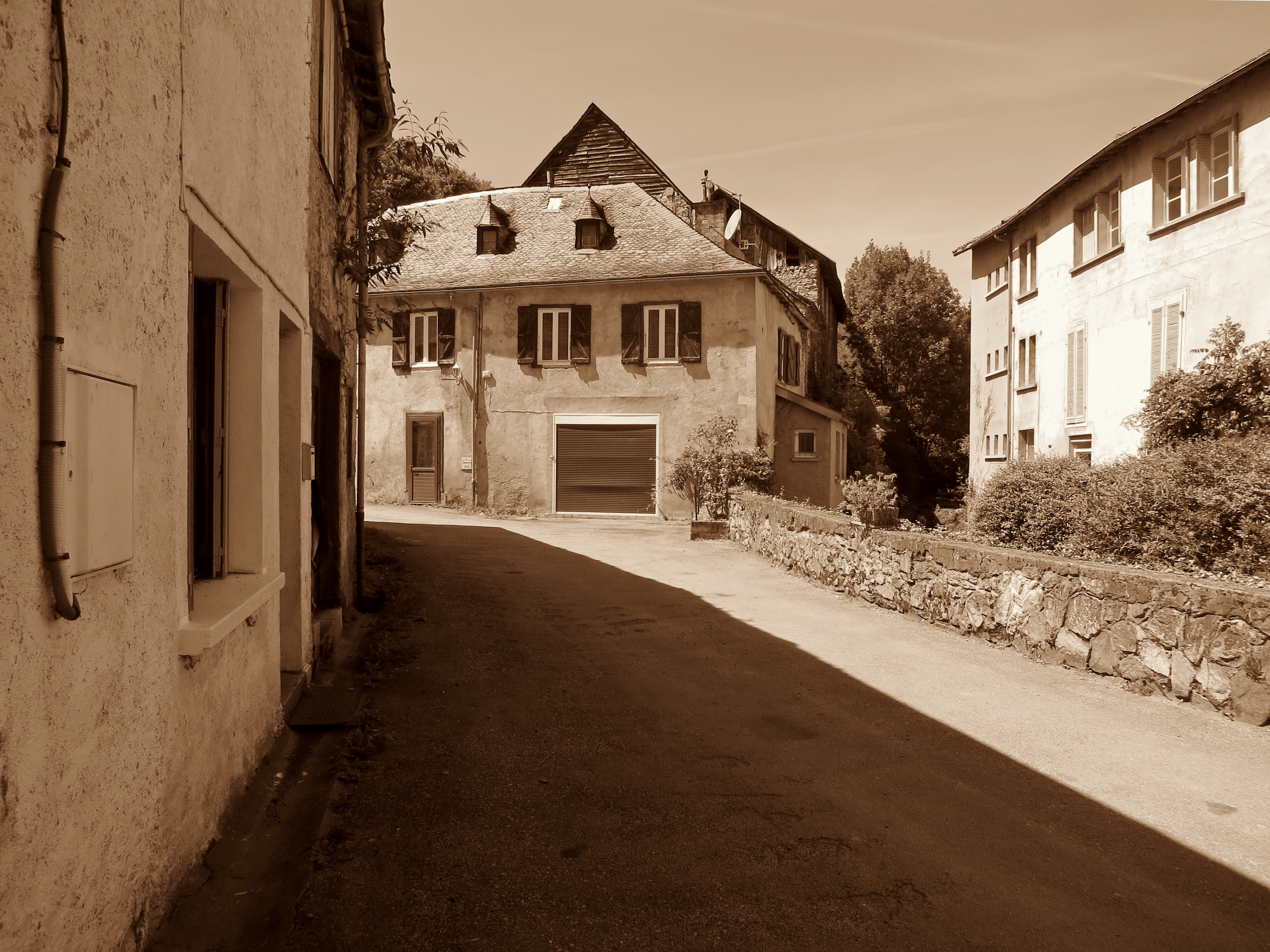
Une rue d'Alas.

### Personnalités liées à la commune
- François-Joseph Samiac (1858-1923), ecclésiastique, historien[64], né à Alas.
- Pierre Samiac (né le 7 novembre 1861 sur la commune, mort le 3 février 1928 à Paris), escrimeur sélectionné pour les Jeux Olympiques de 1900 à Paris au fleuret[65].

## Pour approfondir